# ساجد طرار

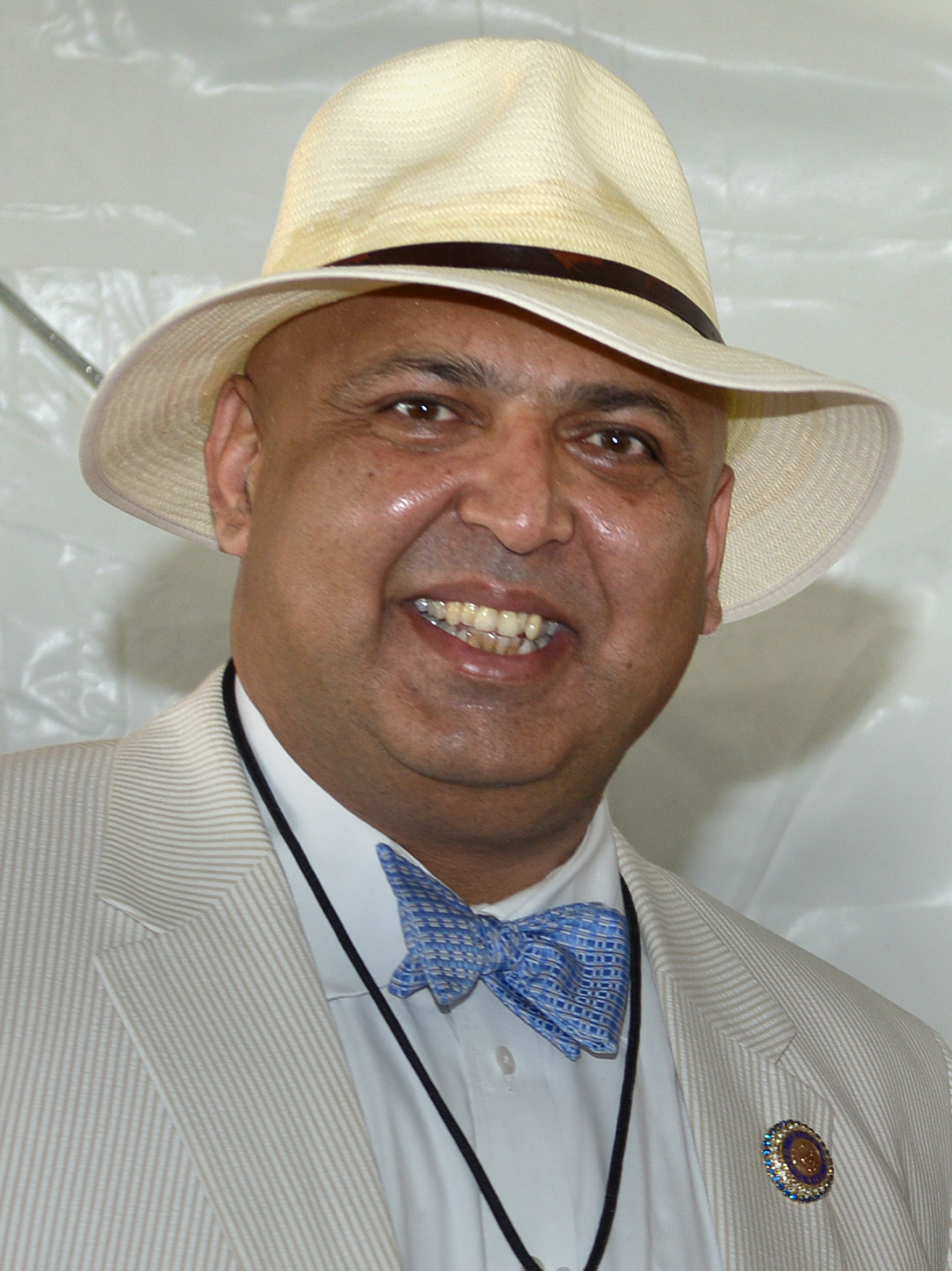
ساجد طرار - 2015

ساجد طرار هو رجل أعمال باكستاني أمريكي من ببالتيمور، وهو زعيم حزب مؤيد لترامب الجمهوري، ومؤسس منظمة المسلمون الأمريكيون لأجل ترامب. كان مستشارًا للمسلمين للرئيس السابق ترامب. وهو الرئيس التنفيذي لمنظمة خاصة غير ربحية وهي مركز التغيير الاجتماعي. وهو معروف بدعمه للرئيس دونالد ترامب، والصلاة الإسلامية في المؤتمر الوطني الجمهوري لعام 2016.

## الحياة الشخصية
هاجر إلى الولايات المتحدة من باكستان. هو أب لأربعة أطفال.